# Chaetopleura (Pallochiton) lanuginosa
Chaetopleura (Pallochiton) lanuginosa is een keverslakkensoort uit de familie van de Chaetopleuridae.